# Golpe de Estado no Vietnã do Sul em 1960

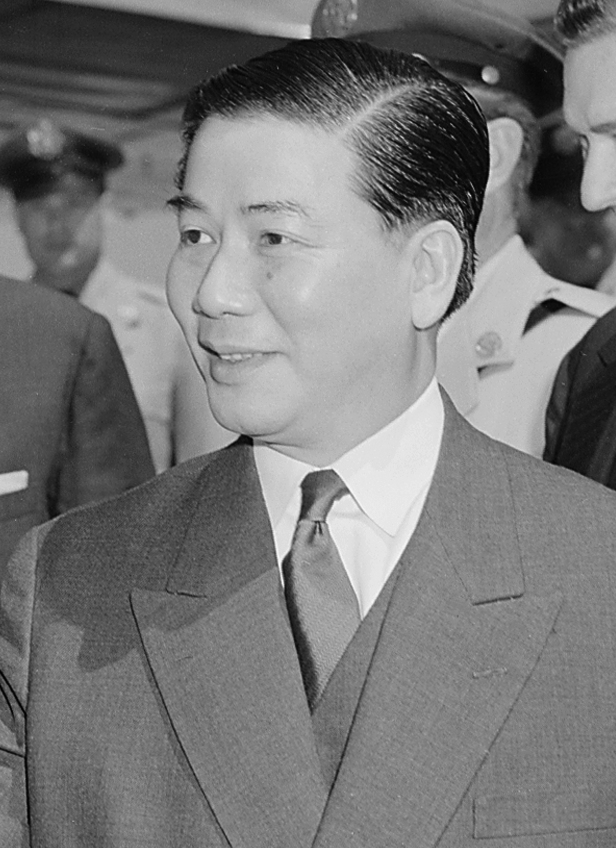
Ex-presidente Ngo Dinh Diem

Em 11 de novembro de 1960, uma facção das Forças Armadas da República do Vietnã (ARVN) tentou um golpe contra o regime do presidente sul-vietnamita Ngo Dinh Diem. O golpe foi liderado por dois comandantes da ARVN, o tenente-coronel Vuong Van Dong e o coronel Nguyen Chanh Thi. Os rebeldes afirmaram que o regime autocrático do presidente e a influência política negativa de seu irmão Ngo Dinh Nhu e sua esposa foram à principal razão do golpe de Estado e da revolta contra Diem. Depois de inicialmente estar preso dentro do Palácio da Independência, Diem paralisou o golpe, mantendo negociações e as reformas promissoras. No entanto, o seu verdadeiro objetivo era ganhar tempo para as forças leais entrarem em Saigon e cercá-la.
O golpe fracassou quando a quinta e a sétima divisões do ARVN entraram em Saigon e derrotaram os rebeldes. Mais de quatro centenas de pessoas, muitos dos quais eram civis espectadores, foram mortos na batalha que se seguiu. Dong Thi fugiu para o Camboja, enquanto Diem censurou os Estados Unidos por uma aparente falta de apoio durante a crise. Posteriormente, Diem ordenou a repressão, aprisionando numerosos críticos do governo e ex-ministros. Um julgamento para os implicados no episódio foi realizado em 1963. Sete oficiais e dois civis foram condenados à morte na sua ausência, enquanto 14 policiais e 34 civis foram presos.
Ironicamente, em 2 de novembro de 1963, quase três anos após o golpe de Estado de Dong e Thi, Duong Van Minh, um dos oficiais leais a Diem até então, liderou um golpe bem sucedido que levou ao assassinato de Diem e seu irmão Nhu.